# LG G 패드 8.3
LG G패드 8.3(LG G pad 8.3)은 LG전자가 2013년 9월 4일 독일에서 열린 베를린 국제가전박람회 2013 (IFA 2013)에서 공개한 안드로이드 태블릿으로, LG 옵티머스 패드의 후속 기종이다.

## 변종
LG유플러스의 홈보이 서비스용 집전화 단말기로 출시된 G패드 8.3 변종 모델은 홈보이 서비스에 맞게 펌웨어가 수정되었으며, 마크 레빈슨 스피커 도킹 스테이션이 세트로 제공된다.

## 운영체제/소프트웨어
2014년 4월 3일 LG G 패드 8.3의 4.4.2 킷캣이 업데이트되었다.
2015년 4월 7일 LG G 패드 8.3의 5.0.2 롤리팝이 업데이트되었다.

## 기타 업그레이드
2014년 6월 5일경 노크코드 업데이트가 진행되었다.
2015년 11월 3일경 Google 서비스 패치와 WI-FI 성능 향상을 위한 업데이트가 진행되었다.

## 연혁
- 2013년 9월 4일 : 독일에서 제품 발표[1]
- 2013년 9월 6일 : 국제 가전 박람회 (IFA) 2013에서 제품 전시[1]

## 공개
2013년 9월 4일 김기완 부사장 “It’s All Possible”..LG전자 IFA 2013서 전략태블릿 ‘LG G Pad 8.3’ 첫 공개

## 외형
틀:이쁘다

## 색상

### 본체
- 블랙
- 화이트

## 특수 기능

### 동영상 기능

#### 트래킹 줌
원하는 영역을 확대해서 해당 이미지를 PIP형태로 추적하면서 확대된 프레임과 전체 화면을 함께 녹화할 수 있다.

#### 오디오 줌
동영상 촬영시 원하는 영역의 소리를 더 크게 녹음할 수 있다.

### 기타 기능

#### 오토 다이어리
통화, 메시지, 동영상, 음성녹음, SNS 등에서 활동한 내용을 기록, 보관하는 기능이다.

#### 맞춤형 전면 터치 버튼
전면 터치 버튼의 위치를 원하는 방식으로 지정할 수 있다.

#### 노크온
액정을 두 번 두드려도 화면을 켜고 끌 수 있다.

#### Q 리모트
원하는 기기를 등록하여 리모컨으로 사용할 수 있다.

#### 스마트 링크
메시지, 웹 페이지, 이메일의 텍스트를 분석하여 연결할 수 있는 기능을 추천해준다. 텍스트 중 날짜, 장소, 전화번호 등을 길게 눌러 이용할 수 있다.

#### 클립 보드
마음에 드는 텍스트나 이미지를 최대 20개까지 저장하고 불러 낼 수 있다.

#### 테스크 슬라이더
세 손가락으로 화면을 밀어줌으로써 사용 중인 기능을 변환시킬 수 있다.

#### 캡처 올
웹 화면을 원하는 크기만큼 캡처할 수 있다.

#### 플러그&팝
외부기기를 연결하면 자동으로 그 기기와 어울리는 기능을 추천해준다.

## 경쟁 기종
- 구글 넥서스 7
- 아마존 킨들 파이어 HDX 8.9
- 삼성 갤럭시 노트 10.1 2014 에디션

## 같이 보기
- LG 옵티머스 패드
- LG G2
- 구글 에디션